# 8 floréal
8 germinal 8 prairial
L'octidi 8 floréal, officiellement dénommé jour du champignon, est le 218e jour de l'année du calendrier républicain.
C'était généralement le 27e jour du mois d'avril dans le calendrier grégorien.